# Port lotniczy Tijarat
Port lotniczy Tijarat (IATA: TID, ICAO: DAOB) – port lotniczy położony w Tijarat, w prowincji Prowincja Tijarat, w Algierii.

## Kierunki lotów i linie lotnicze
| Linia Lotnicza   | Kierunek  |
| ---------------- | --------- |
| Air Algerie      | 1. Algier |
| Tassili Airlines | 1. Algier |